# Буковик (источна Србија)
Буковик је планина у источној Србији на тромеђи — развођу Сокобањске, Алексиначке и Параћинске котлине. Највиша је тачка Букова глава (894 m).
Нижа падина пружа се у правцу југозапад—североисток и има облик слемена. Рашчлањена је извориштима више речица које теку ка Великој (Јовановачкој) реци на северу, а на југу ка Моравици и Јужној Морави. Планина је на западу са већим нагибом према фосилној удолини (Ражањска преседлина).
Буковик је спада у громадне планине, изграђен је од кристалних шкриљаца, који су основна грађа и у суседном Рожњу. Шумовита планина поред магистралног ауто-пута, није туристички искоришћена. У њеном подножју су два већа села Подгорац и Јошаница (са новијом бањом). До села у подгорини допиру слабији путеви, а преко планине има шумских путева.